# Andrea Sacchi

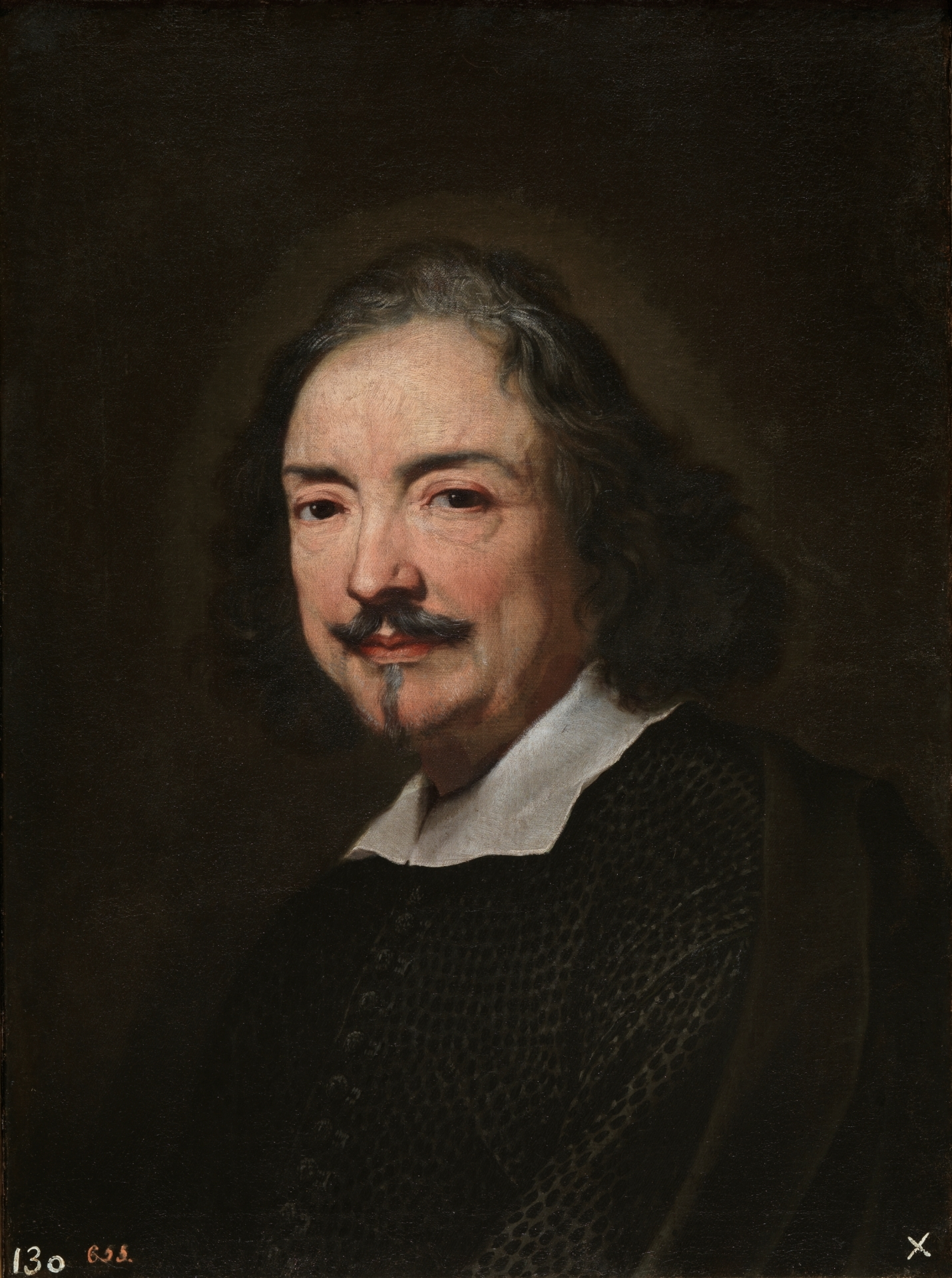
Andrea Sacchi

Andrea Sacchi (Rome, 1599 – 1661) was een kunstschilder uit de Italiaanse barok.
Sacchi studeerde in Rome en onder Francesco Albani in Bologna. Als zijn meesterwerk wordt gezien de plafondfresco in het Palazzo Barberini in Rome, de Allegorie van de goddelijke Wijsheid (circa 1629–1633). Typerend voor zijn werk is volgens velen zijn klassieke benadering en compositie.
Sacchi was geïnspireerd door de kunst van Rafaël. Hij werd in het verdedigen van de klassieke theorie geassocieerd met Alessandro Algardi en Nicolas Poussin, dit in tegenstelling tot de dynamische benadering van Bernini en Pietro da Cortona. Hij werkte kort samen met de Vlaamse schilder Jan Miel alhoewel Sacchi geen waardering had voor de stijl van de Bentvueghels. 

## Sacchi's leerlingen
Sacchi's bekendste leerling en beste vriend was Carlo Maratta (1625 - 1713). Deze was op twaalfjarige leeftijd bij Sacchi in leer gegaan en is bij hem gebleven tot aan zijn dood in 1661. 
Een van zijn bekendste werken, Apollo achtervolgt Daphne, is gebaseerd op de Metamorphosen door Ovidius en hangt in de Koninklijke Musea voor Schone Kunsten te Brussel. Het schilderij werd gemaakt in opdracht van Lodewijk de XIV en in 1812 overgebracht naar Brussel. 

## Afbeeldingen van enige van Sacchi's werken

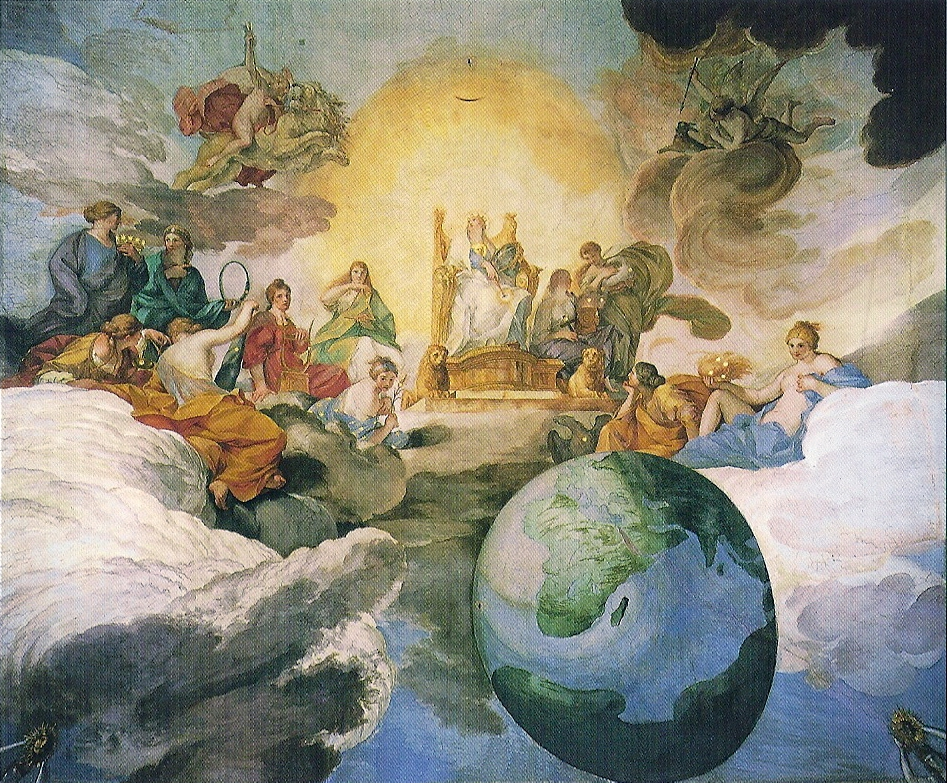
Plafondfresco Allegorie der H. Wijsheid, 1629-1633, Palazzo Barberini, Rome
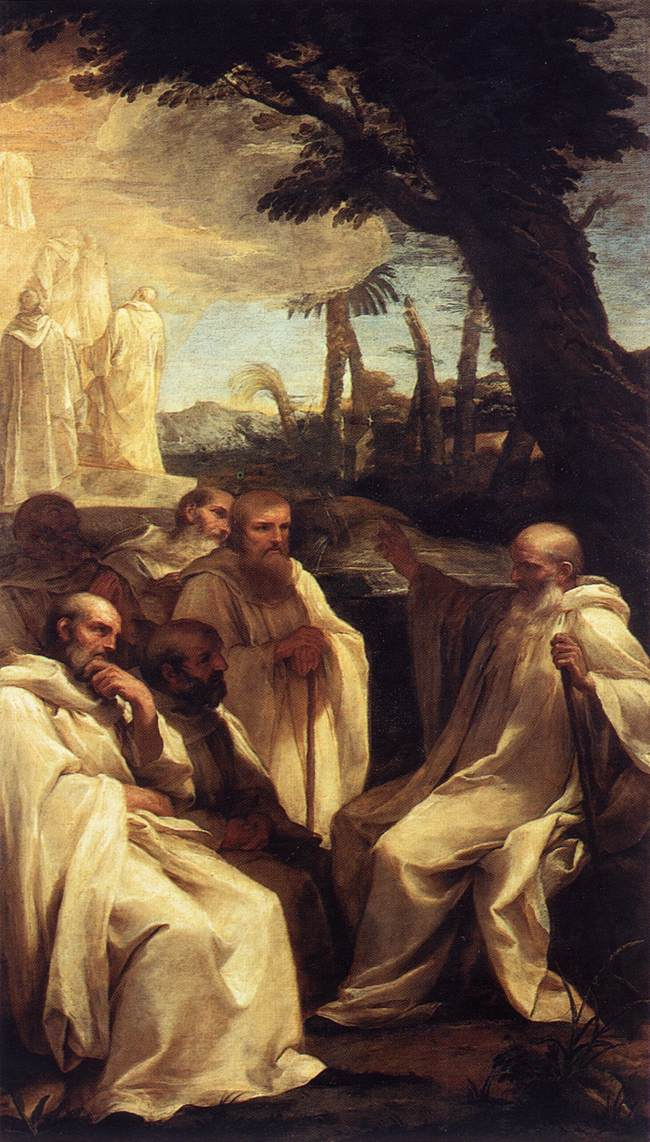
Visioen van Sint Romualdus, 1631, Vaticaanse Pinacotheek, Rome
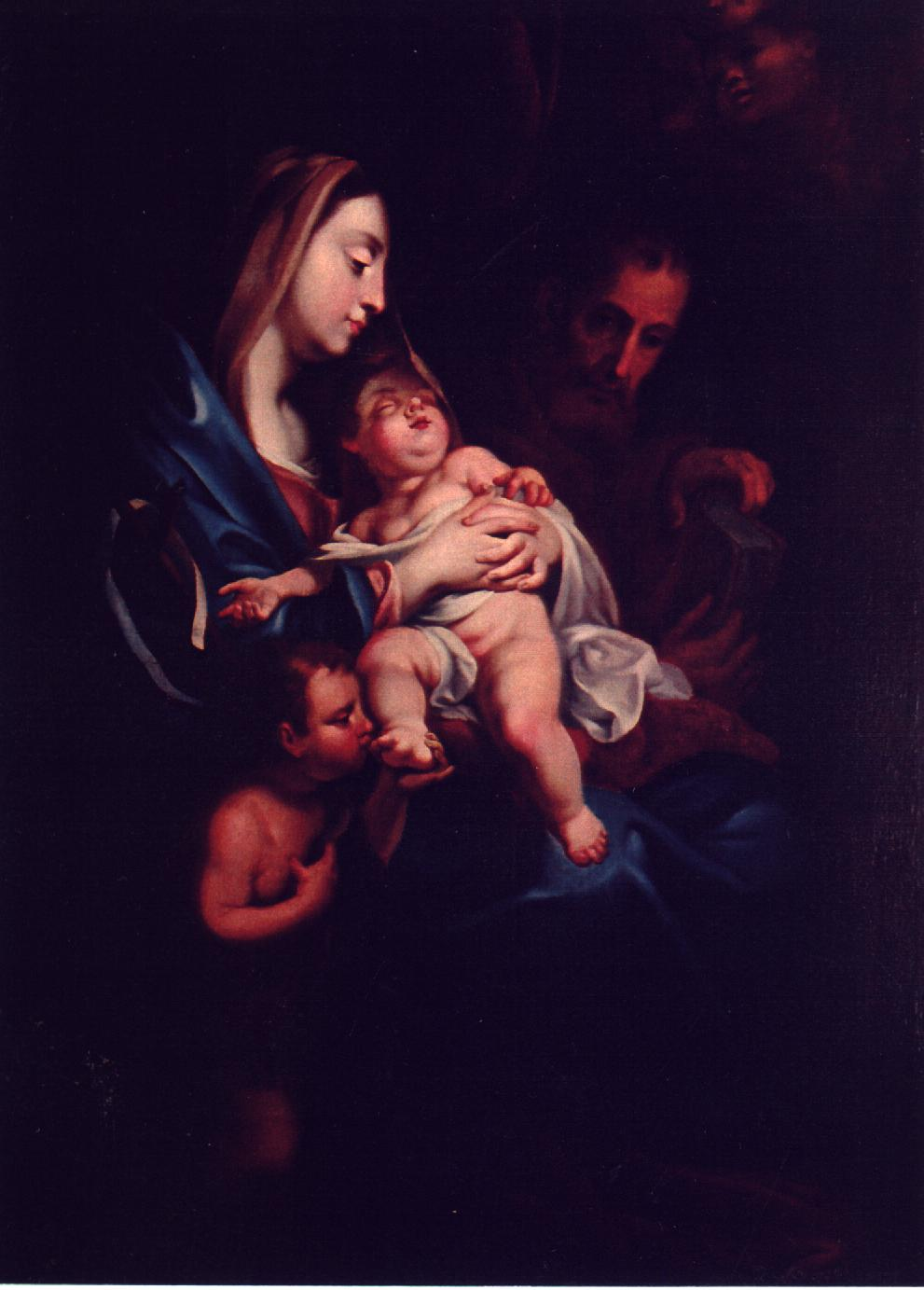
H. Familie met Johannes de Doper als baby, 1641, R.K. Johannes-de-Doperkerk, Loxstedt